# Bernard Hunt
Bernard John Hunt, MBE (Atherstone, Warwickshire, 2 de febrero de 1930 - 21 de junio de 2013) fue un golfista profesional inglés.
Hunt se hizo profesional en 1946 y fue uno de los líderes en el circuito europeo en los años 1950 y 1960. Encabezó la Orden del Mérito, que entonces se basaba en puntos, en 1958, 1960 y 1965. La mejor temporada de su carrera regular en términos de premio fue la de 1963, cuando ganó £ 7.209. Él había pasado su mejor momento en el momento en el Tour Europeo formal, se introdujo en 1972, pero terminó en los veinte primeros de la lista de ganancias en 1973. Jugó en el Tour Europeo Seniors durante las primeras siete temporadas (1992-1998), pero su oportunidad de hacer un impacto a este nivel fue limitado, ya tenía sesenta y dos por el tiempo de la visita fue fundada. Su mejor temporada fue 1994, cuando llegó a ser decimoquinto en la Orden de Mérito y ganó £ 15,361.
Entre 1953 y 1969 Hunt representó a Gran Bretaña en la Copa Ryder en ocho de las nueve ediciones. Su récord global de victorias y derrotas 6-16-6, pero su récord en singles fue mucho mejor en 4-3-3. Él era el capitán que no juega de la Gran Bretaña e Irlanda equipos de 1973 y 1975, los cuales fueron derrotados por los Estados Unidos.
HUnt murió en junio de 2013 a la edad de 83 años.